# You Never Give Me Your Money
You Never Give Me Your Money (Lennon/McCartney) är en låt av The Beatles inspelad och utgiven 1969.

## Låten och inspelningen
På ytan en rikt orkestrerad ballad (utan extramusiker) men egentligen Pauls kommentar kring det kaos som bredde ut sig kring gruppen under perioden. Texten kan tolkas både som en kommentar kring Beatles nuvarande situation och hur det kommer att bli framöver. Redan 9 maj hade uppslitande gräl förekommit i studion då Beatles nye rådgivare Allen Klein (som McCartney inte ville ha) infann sig och ett gräl om ekonomin utbröt mellan gruppmedlemmarna. Denna låt jobbade McCartney med vid sex olika tillfällen (6 maj, 1, 15, 30, 31 juli, 5 augusti 1969) och den kom med på LP:n Abbey Road som utgavs i England och USA 26 september respektive 1 oktober 1969.